# 古爾巴哈可敦

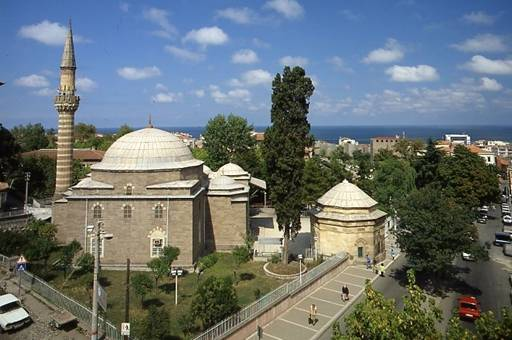
古爾巴哈可敦之墓，位於特拉布宗

古爾巴哈可敦（鄂圖曼土耳其文：گل بهار خاتون；15世纪？—約1510年），又名阿伊莎可敦，奥斯曼帝國巴耶塞特二世的妻子和塞利姆一世的母親。

## 起源
- 根據第一种说法，她是阿爾巴尼亞人，他的父親接受伊斯蘭教後她也成為土耳其人。
- 第二种说法，她是一個安納托利亞土庫曼人侯國領主的女兒。

## 生活
1469年，她和巴耶塞特在阿馬西亞結婚，在1470年生塞利姆一世。
1481年，巴耶塞特二世登基後搬到伊斯坦布爾生活。
根據奧斯曼傳統，王子要派到行省學習行政，在1495年她被派到特拉布宗協助她兒子。
但她從不是蘇丹皇太后，因為她是兒子登基前已死，1505年死在特拉布宗。